# 巴拉杜图尔沃
巴拉杜图尔沃是巴西圣保罗州的一个市镇。总面积1007.285平方公里，总人口8835人，人口密度8.8人/平方公里。